# La Albuera
La Albuera est une commune d’Espagne située à 26 kilomètres au Sud-Est de Badajoz, dans la province de Badajoz, dans la communauté autonome d'Estrémadure.
Le maréchal Soult y livra le 16 mai 1811 au général Beresford, commandant les Anglo-Espagnols, une bataille très meurtrière et perdue par l'Armée française. Les Anglo-Espagnols perdent 3 000 hommes, les Français 4 000.